# Marathon Petroleum
Marathon Petroleum Corporation — американская нефтяная компания со штаб-квартирой в Финдли, штат Огайо. Создана в 2011 году преобразованием подразделения нефтепереработки и торговли нефтепродуктами Marathon Oil Corporation в самостоятельную компанию.
В списке крупнейших компаний мира Forbes Global 2000 за 2022 год заняла 237-е место (61-е по размеру выручки, 664-е по чистой прибыли, 457-е по активам и 340-е по рыночной капитализации).

## История
Подразделение нефтепереработки и торговли нефтепродуктами Marathon Oil Corporation было реорганизовано в дочернюю компанию Marathon Petroleum Corporation в ноябре 2009 года; в мае 2011 года Marathon Petroleum была отделена путём первичного размещения акций на Нью-Йоркской фондовой бирже. В октябре 2018 года за 23,3 млрд долларов была куплена компания Andeavor (Tesoro). В мае 2021 года была продана дочерняя компания Speedway, управляющая сетью АЗС и магазинов; покупателем стала группа Seven & I Holdings, сумма сделки составила 21 млрд долларов.

## Собственники и руководство
- Джон Сурма (John P. Surma, род. в 1954 году) — председатель совета директоров, ранее возглавлял U.S. Steel (2004—2014).
- Майкл Хенниган (Michael J. Hennigan, род. в 1959 году) — президент и главный исполнительный директор с марта 2020 года.

## Деятельность
Нефтеперерабатывающие мощности компании включают 13 НПЗ и имеют общую производительность 2,9 млн баррелей в сутки (крупнейший показатель в США); два НПЗ, в Техас-сити (Техас) и Гаривилле (Луизиана) имеют производительность более 500 тыс. баррелей в сутки. В 2021 году производство нефтепродуктов в среднем составляло 2,635 млн баррелей в сутки, из них 1,446 млн баррелей бензина. Основным источником сырья являются нефтяные месторождения США (1,89 млн баррелей в сутки), также используется нефть из Канады (445 тыс. баррелей в сутки), с Ближнего Востока и других регионов. В Северной Дакоте имеется завод по производству биодизеля из растительных масел.
Продажи нефтепродуктов в 2021 году составляли 3,425 млн баррелей в сутки, из них 1,824 млн баррелей — бензин.
Основные подразделения по состоянию на 2021 год:
- Нефтепереработка и маркетинг — производство нефтепродуктов из сырой нефти, производство биодизеля, торговля нефтепродуктами через сеть автозаправок под брендами Marathon (7159 АЗС) и ARCO (1086 АЗС).
- Транспортировка — транспортировка нефти и нефтепродуктов по сети нефтепроводов, на баржах и танкерах, управление нефтехранилищами и терминалами; активы этого подразделения принадлежат партнёрству MPLX, в котором Marathon Petroleum имеет долю 64 %.

|                | 2009  | 2010  | 2011  | 2012  | 2013  | 2014  | 2015  | 2016  | 2017  | 2018  | 2019  | 2020   | 2021  |
| -------------- | ----- | ----- | ----- | ----- | ----- | ----- | ----- | ----- | ----- | ----- | ----- | ------ | ----- |
| Оборот         | 45,53 | 62,49 | 78,64 | 82,24 | 100,2 | 97,82 | 72,05 | 63,34 | 74,73 | 96,50 | 111,6 | 70,28  | 120,9 |
| Чистая прибыль | 0,449 | 0,623 | 2,389 | 3,393 | 2,133 | 2,555 | 2,868 | 1,213 | 3,804 | 3,606 | 2,637 | -9,826 | 9,738 |
| Активы         | 21,25 | 23,23 | 25,75 | 27,22 | 28,39 | 30,43 | 43,12 | 44,41 | 49,05 | 92,94 | 98,56 | 85,16  | 85,37 |